# Мала Томка
Мала Томка (рос. Малая Томка) — присілок у Маслянинському районі Новосибірської області Російської Федерації.
Входить до складу муніципального утворення Малотомська сільрада. Населення становить 491 особа (2010).

## Історія
Згідно із законом від 2 червня 2004 року органом місцевого самоврядування є Малотомська сільрада.

## Населення
| 2002 | 2007 | 2010 |
| ---- | ---- | ---- |
| 579  | ↘571 | ↘491 |